# Anatolij Nikolajevič Pepeljajev
Anatolij Nikolajevič Pepeljajev (rusky Анато́лий Никола́евич Пепеля́ев, narozen 15. června 1891 v Tomsku, popraven zastřelením 14. ledna 1938 v Novosibirsku) byl ruský vojenský velitel, účastník první světové války a, v době ruské občanské války, bělogvardějec.
Vyznamenal se dobytím Permu  24. prosince 1918 a pochodem na Jakutsk v letech 1922 až 1923. Po skončení občanské války byl Pepeljajev ve Vladivostoku zatčen. Měl být popraven, ale milost Michaila Kalinina mu rozsudek změnila na deset let vězení. Po svém propuštění pracoval jako tesař v Tomsku. Roku 1938 padl za oběť stalinskému teroru, byl znovu zatčen a krátce nato zastřelen.
V roce 1989 byl rehabilitován.